# علم البيئة الزراعي
البيئة الزراعية (بالإنجليزية: Agroecology)‏، هي دراسة العمليات الإيكولوجية التي تعمل في نظم الإنتاج الزراعي، كما أن هذا المُصطلح لا يُعبر عن أسلوب واحد للزراعة بل يأخذ بعين الاعتبار المبادئ البيئية في النظم الإيكولوجية في الزراعة.

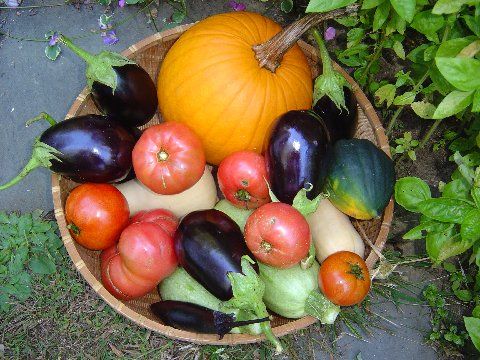
حصة زراعية من المحاصيل مدعومة من المجتمع

يمكن أن يوحي تطبيق المبادئ الإيكولوجية في النظم الإيكولوجية الزراعية بنهج إدارة جديدة لا يمكن النظر فيها. غالبًا ما يستخدم المصطلح بشكل غير دقيق وقد يشير إلى «العلم أو الحركة أو [أو] الممارسة». يدرس الإخصائيون الإيكولوجيون مجموعة متنوعة من النظم الإيكولوجية الزراعية. لا يرتبط مجال الإيكولوجيا الزراعية بأي طريقة زراعية معينة، سواء كانت عضوية أو متكاملة أو تقليدية أو مكثفة أو واسعة النطاق. ومع ذلك، فإن لديها الكثير من القواسم المشتركة مع الزراعة العضوية والمتكاملة.

## إستراتيجية بيئية
لا يعارض علماء الزراعة الإجماعية التكنولوجيا أو المدخلات في الزراعة ولكنهم يقيِّمون بدلًا من ذلك كيف ومتى، وما إذا كان يمكن استخدام التكنولوجيا بالاقتران مع الموجودات الطبيعية والاجتماعية والبشرية. يقترح علم البيئة الزراعية طريقة خاصة بسياق معين أو موقع محدد لدراسة النظم الإيكولوجية الزراعية، وعلى هذا النحو فهي تدرك أنه لا توجد صيغة عالمية أو وصفة لنجاح النظام الإيكولوجي الزراعي وسلامته القصوى. وبالتالي، فإن الإيكولوجيا الزراعية لا تحددها ممارسات إدارية معينة، مثل استخدام الأعداء الطبيعيين بدلاً من المبيدات الحشرية، أو الاستزراع المتعدد بدلًا من الزراعة الأحادية.
وبدلًا من ذلك، قد يدرس علماء الزراعة الإيكولوجية أسئلة تتعلق بخواص النظام الأربعة للأنظمة الزراعية البيئية: الإنتاجية، والاستقرار، والاستدامة، والقدرة على الإنصاف. ويعارض علماء الزراعة الاختصاصات التي تتعلق بواحد أو بعض هذه الخصائص فقط، ويرى علماء الزراعة جميع الخصائص الأربعة باعتبارها مترابطة وجزءًا لا يتجزأ من نجاح النظام البيئي الزراعي. وإذ يدرك أن هذه الخصائص موجودة في مقاييس مكانية مختلفة، لا يقتصر علماء الزراعة على دراسة النظم الإيكولوجية الزراعية على أي مقياس: الجين - الكائن - السكان - المجتمع - النظام الإيكولوجي - المشهد الأحيائي - المجال، المزرعة - الجماعة - المنطقة - الولاية - البلد القارة العالمية.
يدرس علماء الزراعة الإيكولوجية هذه الخصائص الأربعة من خلال عدسة متعددة التخصصات، باستخدام العلوم الطبيعية لفهم عناصر من النظم الزراعية مثل خصائص التربة وتفاعلات الحشرات النباتية، وكذلك استخدام العلوم الاجتماعية لفهم آثار ممارسات الزراعة على المجتمعات الريفية، والقيود الاقتصادية على تطوير جديدة أساليب الإنتاج، أو العوامل الثقافية التي تحدد الممارسات الزراعية.

## اقتراب
لا يتفق أخصائيو الزراعة الأحيائية دائمًا مع ماهية أوما ينبغي أن تكون الإيكولوجيا الزراعية على المدى الطويل. يمكن تمييز التعريفات المختلفة لمصطلح «الإيكولوجيا الزراعية» إلى حد كبير بالخصوصية التي يحدد بها المصطلح «علم البيئة»، فضلًا عن الدلالات السياسية المحتملة لهذا المصطلح. لذلك، يمكن تصنيف تعاريف الإيكولوجيا الزراعية أولًا وفقًا للسياقات المحددة التي توضع فيها الزراعة. تعرف منظمة التعاون الاقتصادي والتنمية (OECD) بالبيئة الزراعية بأنها «دراسة علاقة المحاصيل الزراعية والبيئة». ويشير هذا التعريف إلى الجزء «الإيكولوجي» من «الإيكولوجيا الزراعية» بشكل ضيق مثل البيئة الطبيعية. بعد هذا التعريف، سيقوم عالم إيكولوجيا زراعي بدراسة العلاقات المختلفة للزراعة مع صحة التربة، ونوعية المياه، ونوعية الهواء، والحيوانات المتوسطة والميكروبية، والنباتات المحيطة، والسموم البيئية، والسياقات البيئية الأخرى.
يمكن أخذ تعريف أكثر شيوعًا للكلمة من دالجارد وآخرون، الذين يشيرون إلى علم البيئة الزراعية باعتباvه دراسة التفاعلات بين النباتات والحيوانات والبشر والبيئة داخل الأنظمة الزراعية. وبالتالي، فإن الإيكولوجيا الزراعية هي بطبيعتها متعددة التخصصات، بما في ذلك العوامل من الهندسة الزراعية، والبيئة، وعلم الاجتماع، والاقتصاد والتخصصات ذات الصلة. وفي هذه الحالة، يتم تعريف الجزء "-ecology" من "الإيكولوجيا الزراعية على نطاق واسع ليشمل السياقات الاجتماعية والثقافية والاقتصادية كذلك. وآخرون يوسعون التعريف بنفس الطريقة، لكنهم يركزون أكثر على مفهوم النظم الغذائية.
كما يتم تعريف الإيكولوجيا الزراعية بشكل مختلف وفقًا للموقع الجغرافي في الجنوب العالمي، يحمل المصطلح دلالات سياسية علنية. عادة ما تعزو هذه التعريفات السياسية للمصطلح أهداف العدالة الاجتماعية والاقتصادية؛ في هذه الحالة، غالباً ما يتم إيلاء اهتمام خاص للمعرفة التقليدية للزراعة للسكان الأصليين. استخدامات أمريكا الشمالية وأوروبا للمصطلح تتجنب أحيانًا إدراج مثل هذه الأهداف السياسية الصريحة. في هذه الحالات، يُنظر إلى الإيكولوجيا الزراعية على نحو أكثر صرامة باعتبارها نظامًا علميًا ذا أهداف اجتماعية أقل تحديدًا.

### البيئة الزراعية للسكان
هذا النهج مستمد من علم البيئة الذي يعتمد في المقام الأول على علم البيئة السكاني، والذي قام على مدى العقود الثلاثة الماضية بتشريد بيولوجيا علم الأحياء في اودام. يوضح بوتل الفرق الرئيسي بين الفئتين، قائلاً إن "تطبيق إيكولوجيا السكان على الإيكولوجيا الزراعية ينطوي على أولوية ليس فقط تحليل النظم الإيكولوجية الزراعية من منظور الديناميات السكانية للأنواع المكونة لها، وعلاقتها بالمناخ والبيوجيوكيمياء، ولكن أيضًا هناك تركيز كبير على دور علم الوراثة ".

### الإيكولوجيا الزراعية الأصلية
تم اقتراح هذا المفهوم من قبل الإيكولوجي السياسي جوزيب غاري للاعتراف بالممارسات الزراعية الإيكولوجية المتكاملة لكثير من الشعوب الأصلية، والتي تقوم في الوقت نفسه بحماية وإدارة واستخدام النظم البيئية لأغراض الزراعة والغذاء والتنوع البيولوجي والأغراض الثقافية في نفس الوقت. لا تعتبر النظم الإيكولوجية الزراعية الأصلية أنظمة وممارسات متوقفة في الوقت المناسب، ولكنها تظل تتطور مع المعارف والموارد الجديدة، مثل تلك التي توفرها مشروعات التنمية والمبادرات البحثية والتبادلات في مجال التنوع البيولوجي الزراعي. في الواقع، كان أول علماء البيئة الزراعية من الشعوب الأصلية التي دعت لسياسات وبرامج التنمية لدعم أنظمتها، بدلاً من استبدالها.

### الزراعة الإيكولوجية الشاملة
وبدلاً من مشاهدة الزراعة الإيكولوجية كمجموعة فرعية من الزراعة، فإن فويتكوفسكي يأخذ منظوراً أكثر شمولاً. في هذا، تعتبر البيئة الطبيعية والإيكولوجيا الزراعية العناوين الرئيسية تحت علم البيئة. البيئة الطبيعية هي دراسة الكائنات الحية أثناء تفاعلها مع البيئات الطبيعية وداخلها. وبالمقابل، تعد الزراعة الإيكولوجية أساسًا لعلوم استخدام الأراضي. هنا، يعد البشر القوة الحاكمة الأساسية للكائنات داخل البيئات المخططة والمدارة، ومعظمها بيئات أرضية.
كعناوين رئيسية، توفر البيئة الطبيعية والإيكولوجيا الزراعية القاعدة النظرية لعلوم كل منهما. هذه القواعد النظرية تتداخل ولكنها تختلف بشكل كبير. ليس للاقتصاد دور في أداء النظم الإيكولوجية الطبيعية في حين أن الاقتصاد يحدد الاتجاه والغرض في الإيكولوجيا الزراعية.
في إطار الزراعة الإيكولوجية، هناك ثلاثة علوم لاستخدام الأراضي، والزراعة، والغابات، والحراجة الزراعية. وعلى الرغم من أن هذه المكونات تستخدم مكوناتها النباتية بطرق مختلفة، إلا أنها تتشارك نفس النواة النظرية.
أبعد من ذلك، تقسم علوم استخدام الأراضي أكثر. وتشمل العناوين الفرعية الهندسة الزراعية، والزراعة العضوية، والزراعة التقليدية، والزراعة المستدامة، والزراعة الحراجية. في إطار هذا النظام من التقسيمات الفرعية، تُعد الإيكولوجيا الزراعية محايدة من الناحية الفلسفية. تكمن الأهمية في توفير قاعدة نظرية افتقرت حتى الآن إلى علوم استخدام الأراضي. وهذا يتيح إحراز تقدم في النظم الإيكولوجية الزراعية بما في ذلك المزارع المتعددة الأنواع للغابات والحراجة الزراعية. في إطار الزراعة الإيكولوجية، هناك ثلاثة علوم لاستخدام الأراضي، والزراعة، والغابات، والحراجة الزراعية. وعلى الرغم من أن هذه المكونات تستخدم مكوناتها النباتية بطرق مختلفة، إلا أنها تتشارك نفس النواة النظرية.

## تطبيقات
للوصول إلى وجهة نظر حول طريقة معينة للزراعة، يسعى عالم الإيكولوجيا الزراعية أولًا إلى فهم السياقات التي تشارك فيها المزرعة (المزارعات). يمكن إدراج كل مزرعة في مجموعة فريدة من العوامل أو السياقات. قد يكون لكل مزارع مبانيه الخاصة حول معاني المسعى الزراعى، وقد تكون هذه المعاني مختلفة عن معاني علماء الزراعة. عموما، يسعى المزارعون إلى تكوين قابل للتطبيق في سياقات متعددة، مثل الأسرة، المالية، التقنية، السياسية، السوقية، السوقية، البيئية، الروحية. يريد علماء الزراعة أن يفهموا سلوك أولئك الذين يبحثون عن سبل العيش من الزيادة في النباتات والحيوانات، مع الاعتراف بالتنظيم والتخطيط اللازمين لإدارة مزرعة.

### آراء حول إنتاج الحليب العضوي وغير العضوي
لأن الزراعة العضوية تعلن عن الحفاظ على صحة التربة والنظم البيئية والشعوب، فإنها تشترك في الكثير من الجوانب مع علم البيئة الزراعية؛ وهذا لا يعني أن الزراعة الإيكولوجية هي مرادف للزراعة العضوية، ولا أن الزراعة الزراعية تنظر إلى الزراعة العضوية على أنها «حق». طريقة الزراعة. أيضًا، من المهم الإشارة إلى وجود اختلافات كبيرة في المعايير العضوية بين البلدان والوكالات الموثقة.
ثلاثة من المجالات الرئيسية التي سيطلع عليها علماء الزراعة في المزارع، هي: التأثيرات البيئية، وقضايا رفاهية الحيوانات، والجوانب الاجتماعية.
الآثار البيئية الناجمة عن إنتاج الحليب العضوي وغير العضوي يمكن أن تختلف اختلافا كبيرًا. في كلتا الحالتين، هناك عواقب بيئية إيجابية وسلبية.
بالمقارنة مع إنتاج الحليب التقليدي، يميل إنتاج الحليب العضوي إلى أن يكون له إمكانات مغذية أقل لكل طن من الحليب أو لكل هكتار من الأراضي الزراعية، لأنه من المحتمل أن يقلل من ترشيح النترات (NO3−) والفوسفات (PO4−) بسبب انخفاض معدلات استخدام الأسمدة. لأن إنتاج الحليب العضوي يقلل من استخدام المبيدات، فإنه يزيد من استخدام الأرض لكل طن من الحليب بسبب انخفاض غلة المحاصيل في الهكتار الواحد. ويرجع ذلك أساسا إلى انخفاض مستوى المركزات المعطاة للأبقار في القطعان العضوية، تنتج مزارع الألبان العضوية عموما حليب أقل لكل بقرة من مزارع الألبان التقليدية. بسبب زيادة استخدام نخالة ومستوى إنتاج الحليب المنخفض في المتوسط لكل بقرة، ربطت بعض الأبحاث إنتاج الحليب العضوي مع زيادة في انبعاث الميثان.
تختلف مشكلات رعاية الحيوانات بين مزارع الألبان وليست بالضرورة مرتبطة بطريقة إنتاج الحليب (عضوياً أو تقليدياً).
من العناصر الأساسية لرعاية الحيوان حرية ممارسة سلوكهم الطبيعي (الطبيعي)، وهذا ما ورد في أحد المبادئ الأساسية للزراعة العضوية. أيضا، هناك جوانب أخرى من رفاهية الحيوانات يجب النظر فيها - مثل التحرر من الجوع والعطش وعدم الراحة والإصابة والخوف والضيق والمرض والألم. نظرًا لأن المعايير العضوية تتطلب أنظمة سكنية فضفاضة، وفراشًا مناسبًا، وقيودًا على مساحة الأرضيات الشجرية، ونسبة أدنى من العلف في وجبات الـمجترات، وتميل إلى الحد من كثافة التخزين على كل من المراعي وفي المساكن لأبقار الألبان، فمن المحتمل أن تعزز القدم الجيدة صحة الحافر. تشير بعض الدراسات إلى انخفاض معدل احتباس المشيمة، وحمى الألبان، ونزوح الأمهات وغير ذلك من الأمراض العضوية، مقارنة بقطعان الألبان التقليدية. ومع ذلك، فإن مستوى العدوى من قبل الطفيليات في القطعان المدارة عضويًا أعلى بشكل عام من المواليد التقليدية.
الجوانب الاجتماعية لمؤسسات الألبان تشمل نوعية حياة المزارعين، والعمل الزراعي، والمجتمعات الريفية والحضرية، وتشمل أيضًا الصحة العامة.
يمكن أن يكون لكل من المزارع العضوية وغير العضوية آثار جيدة وسيئة على جودة حياة جميع الأشخاص المختلفين في سلسلة الغذاء هذه. على سبيل المثال، لا تعتمد قضايا مثل ظروف العمل وساعات العمل وحقوق العمال على الخصائص العضوية / غير العضوية للمزرعة؛ يمكن أن تكون أكثر ارتباطًا بالأوضاع الاجتماعية والاقتصادية والثقافية التي يتم فيها إدخال المزرعة بدلاً من ذلك.
أما فيما يتعلق بالصحة العامة أو سلامة الأغذية، فإن الأغذية العضوية تهدف إلى أن تكون صحية وخالية من الملوثات وخالية من العوامل التي يمكن أن تسبب الأمراض البشرية. ويقصد بالحليب العضوي عدم وجود مخلفات كيميائية للمستهلكين، والقيود المفروضة على استخدام المضادات الحيوية والمواد الكيميائية في إنتاج الأغذية العضوية لها هدف لتحقيق هذا الهدف. على الرغم من أن الأبقار الحلوب في كل من ممارسات الزراعة العضوية والتقليدية يمكن أن تتعرض لمسببات الأمراض، فقد ثبت أنه بسبب عدم السماح بالمضادات الحيوية كإجراء وقائي في الممارسات العضوية، هناك عدد أقل بكثير من مسببات الأمراض المقاومة للمضادات الحيوية في المزارع العضوية. هذا يزيد بشكل كبير من فعالية المضادات الحيوية عندما / إذا كانت ضرورية.
في مزرعة الألبان العضوية، يمكن لعلم الإيكولوجيا الزراعية تقييم ما يلي:
1. هل يمكن للمزرعة أن تقلل من التأثيرات البيئية وتزيد من مستوى استدامتها، على سبيل المثال بزيادة كفاءة إنتاجية الحيوانات للحد من إهدار الأعلاف واستخدام الأراضي؟
2. هل هناك طرق لتحسين الحالة الصحية للقطيع (في حالة المواد العضوية، باستخدام الضوابط البيولوجية، على سبيل المثال)؟
3. هل تحافظ هذه الطريقة في الزراعة على نوعية حياة جيدة للـمزارعين وعائلاتهم والعمل الريفي والمجتمعات المشاركة؟.

### آراء حول الزراعة بدون حرث
تعتبر عدم الحراثة أحد مكونات ممارسات الزراعة المحافظة على الموارد وتعتبر صديقة للبيئة أكثر من الحراثة الكاملة. هناك إجماع عام على أن عدم الحراثة يمكن أن يزيد من قدرة التربة على العمل كمغسلة للكربون، خاصة عندما يقترن بمحاصيل التغطية.
يمكن أن يسهم عدم الحراثة في زيادة محتوى المواد العضوية في التربة  ومحتوى الكربون العضوي في التربة، على الرغم من وجود تقارير حول عدم وجود آثار لعدم الحراثة في المواد العضوية ومحتوى تربة الكربون العضوي، وهذا يتوقف على الظروف البيئية والمحاصيل. بالإضافة إلى ذلك، فإن عدم الحراثة يمكن أن يقلل بشكل غير مباشر من انبعاثات ثاني أكسيد الكربون من خلال تقليل استخدام الوقود الأحفوري.
يمكن لمعظم المحاصيل الاستفادة من ممارسة عدم الحراثة، ولكن ليست جميع المحاصيل مناسبة للزراعة بدون حراثة كاملة. يمكن زراعة المحاصيل التي لا تؤدي بشكل جيد عندما تتنافس مع النباتات الأخرى التي تنمو في التربة غير المضروبة في مراحلها المبكرة، باستخدام ممارسات الحراثة الأخرى، مثل مزيج من الحشائش حتى المناطق الخالية من الحراثة. كما أن المحاصيل التي ينمو فيها الجزء القابل للحصاد في باطن الأرض يمكن أن يكون لها نتائج أفضل مع الحراثة الشريطية، أساسًا في التربة التي يصعب على جذور النباتات اختراقها إلى طبقات أعمق للوصول إلى الماء والمغذيات.
قد تؤدي الفوائد التي يوفرها عدم حراثة الحيوانات المفترسة إلى زيادة عدد الحيوانات المفترسة، وهي طريقة جيدة للسيطرة على الآفات (المكافحة البيولوجية)، ولكنها يمكن أن تسهل أيضا افتراس المحصول نفسه. في محاصيل الذرة، على سبيل المثال، يمكن أن يكون الافتراس بواسطة اليرقات أعلى في عدم الحراثة من حقول الحراثة التقليدية.
في الأماكن ذات الشتاء الشديدة، يمكن أن تستغرق التربة غير المحلاة فترة أطول حتى تصبح دافئة وجافة في الربيع، مما قد يؤدي إلى تأخير الزراعة إلى تواريخ أقل مثالية. وهناك عامل آخر يجب أخذه في الاعتبار هو أن المخلفات العضوية من محاصيل السنة السابقة التي تقع على سطح الحقول غير المملوءة يمكن أن توفر بيئة مواتية للـممرضات، مما يساعد على زيادة خطر نقل الأمراض إلى المحصول المستقبلي. ولأن الزراعة بدون حراثة توفر بيئة جيدة لمسببات الأمراض والحشرات والأعشاب الضارة، فإنها يمكن أن تؤدي بالمزارعين إلى استخدام أكثر كثافة للـمواد الكيميائية لمكافحة الآفات. المساوئ الأخرى لعدم الحراثة تشمل التعفن تحت الأرض ودرجات حرارة التربة المنخفضة والرطوبة العالية. واستناداً إلى توازن هذه العوامل، ولأن كل مزرعة تعاني من مشكلات مختلفة، لن يشهد علماء الإيكولوجيا الزراعية بأن الحراثة أو الحراثة الكاملة هي الطريقة الصحيحة للزراعة. ومع ذلك، فهذه ليست الخيارات الوحيدة الممكنة فيما يتعلق بإعداد التربة، حيث أن هناك ممارسات وسيطة مثل الحشائش المخروطية وحرث سطحي وحتى التلال، وكلها - كما هو الحال في عدم الحراثة - مصنفة كحراثة للحفاظ عليها. ثم يقوم علماء الزراعة بتقييم الحاجة إلى ممارسات مختلفة للسياقات التي يتم فيها إدخال كل مزرعة.
في نظام عدم الحراثة، يمكن لطبيب الإيكولوجيا أن يسأل ما يلي:
هل يمكن للمزرعة التقليل من التأثيرات البيئية وزيادة مستوى الاستدامة؟ على سبيل المثال بزيادة كفاءة إنتاجية المحاصيل لتقليل استخدام الأراضي؟
هل تحافظ هذه الطريقة في الزراعة على نوعية حياة جيدة للمزارعين وعائلاتهم والعمل الريفي والـمجتمعات الريفية المعنية؟